# Ruth Gabriel
Ruth Sánchez Bueno, conhecida artisticamente como Ruth Gabriel, (San Fernando, 10 de julho de 1975) é uma atriz espanhola. Em 1995, ganhou o Prêmio Goya de melhor atriz revelação pelo seu papel no filme Días contados.